# Sister Against Sister
Sister Against Sister er en amerikansk stumfilm fra 1917 af James Vincent.

## Medvirkende
- Virginia Pearson som Anne / Katherine
- Maud Hall Macy som Mrs. Martin
- Walter Law som Huxley
- Irving Cummings som Dunsmore
- Calla Dillatore som Mrs. Raymond